# Николай Янков
Николай Христов Янков е български дипломат. От 13 октомври 2023 до момента е акредитиран като извънреден и пълномощен посланик в Индия, а през 2024 г. получава допълнителни акредитации в Непал, Шри Ланка, Малдивите и Бангладеш. От 10 юни 2018 г. е акредитиран като извънреден и пълномощен посланик на Р. България в Р. Азербайджан и от 1 април 2019 г. като извънреден и пълномощен посланик в Туркменистан (със седалище в Баку). В периода юли 2012 до юли 2016 г. е извънреден и пълномощен посланик на Република България в Ислямска република Афганистан .

## Биография
Завършва Висшето военновъздушно училище „Г. Бенковски“ през 1980 г. със специалност „Щабни-ВВС“, след което последователно Военна академия „Г. С. Раковски“ с отличие и златен медал (1988 – 1990), Командно-щабния колеж на американските ВВС във Военновъздушна база „Максуел“, Алабама (1996 – 1997), задочно Старшия колеж по отбраната на американските ВВС в Алабама (2000 – 2001) и защитава докторска степен в Университета по библиотекознание и информационни технологии в София (2015).
В периода 1980 – 1998 г. служи като офицер в българските Военновъздушни сили, като е заемал редица щабни длъжности в 25-и изтребително-бомбардировъчен полк (Чешнегирово) и в щаба на 10-и смесен авиационен корпус (10 САК-Пловдив). В периода 1990 – 1995 г. е началник-щаб на 24-ти транспортен вертолетен полк и впоследствие на 24-та вертолетна авиационна база в Крумово.
В периода 1998 – 2011 г. служи в Министерството на отбраната на Р. България, първоначално в Управление „Евроатлантическа интеграция и политика за сигурност“, след което заема длъжностите Военновъздушен и Военноморски аташе в посолството на България във Вашингтон (1999 – 2003) и Аташе по отбраната в посолството на България в Рим (2007 – 2010). В периода 2005 – 2007 г. е директор на дирекция „Политика по въоръженията и техниката“ в Министерство на отбраната и като такъв е номиниран за национален директор по въоръженията към Конференцията на Националните директори по въоръженията в НАТО, член на Борда на НАТО за изследвания и технологии към Организацията за изследвания на НАТО и старши национален представител на България към Агенцията по отбрана на Европейския съюз.
В края на 2011 г., след 31 години служба, напуска редовете на Българската армия с последно звание „полковник – I степен“ и от пролетта на 2012 г. започва своята дипломатическа кариера в Министерството на външните работи.
Женен е, има двама сина.